# ألان رولاند تشيشولم
ألان رولاند تشيشولم (بالإنجليزية: Alan Rowland Chisholm)‏ هو باحث في الرومانسية أسترالي، ولد في 6 نوفمبر 1888 في باثرست في أستراليا، وتوفي في 10 سبتمبر 1981 في ملبورن في أستراليا.